# Nomisia perpusilla
Nomisia perpusilla är en spindelart som beskrevs av Raymond Comte de Dalmas 1921. Nomisia perpusilla ingår i släktet Nomisia och familjen plattbuksspindlar.
Artens utbredningsområde är Spanien. Inga underarter finns listade i Catalogue of Life.